# Boulevardminnen
Boulevardminnen är ett album från 1990 av Anders F Rönnblom.

## Låtlista
1. Refräng - 5:30
2. Tic-Tac-Toe - 3:35
3. Boulevardminnen - 6:25
4. Jag tänker på dig - 3:15
5. Rock Me In The Moonlight - 3:25
6. Annamaria - 4:55
7. Cadillac Car - 4:45
8. Lyckohjulet - 3:05
9. Flickan med den blågröna blicken - 4:25
10. En gång till - 4:55
11. Frihetskämpar - 5:15 (Bonusspår på F-box utgivningen)
12. En ängel kom till stan - 5:20 (Bonusspår på F-box utgivningen)